# هر جا بری منم میام
« هر جا بری منم میام» (به فرانسوی: J'irai où tu iras) تک‌آهنگی مشترک از هنرمند اهل کانادا سلین دیون به همراه ژان-ژاک گلدمن است که در آوریل ۱۹۹۶ منتشر شد.